# شاهان سان‌ست
شاهان سان‌ست (Shahs of Sunset)نام مجموعهٔ تلویزیونی ساخته شبکه تلویزیونی براوو است که تصویرگر زندگی عده‌ای از ایرانی‌تبارانِ بسیار ثروتمندِ ساکن در محلهٔ بورلی هیلز در لس آنجلس می‌باشد که با هم دوست هستند. سبک فیلم به‌ظاهر واقع‌نمایانه ساخته شده، بدین‌معنی که نمایشنامه‌ای ندارد، و دوربین زندگیِ واقعی شخصیتهای سریال را دنبال می‌کند.

## نقدها
آناهیتا حسینی، منتقد سینمایی: «شاهان سان‌ست حاوی گفتمانی شرق‌انگارانه یا همان اورینتالیستی است. روایت مدام با استفاده از گره‌افکنی بر پایه دوگانه اوکسیدنتال در مقابل اورینتال یا همان تضاد غرب و شرق پیش می‌رود: شرقِ وحشیِ وحشی (و البته مرموز و اسرارآمیز) در مقابل غرب متمدن، مداراگر و منطقی.»
عرفان، خواننده رپ فارسی که در لس آنجلس زندگی می‌کند نیز منتقد این برنامه و محتوای آن است.